# Franz Dinghofer
Franz Seraph Dinghofer (Ottensheim 7 april 1873 - Wenen 12 januari 1956) was een Oostenrijks politicus (GDVP). Van 1926 tot 1927 was hij vicekanselier van Oostenrijk.

## Biografie
Hij was afkomstig uit een liberale familie die behoorde tot de hogere middenklasse. Van 1884 tot 1892 bezocht hij het gymnasium in Freistadt en studeerde daarna van 1892 tot 1897 rechten aan de Universiteit van Graz. Na zijn promotie was hij werkzaam als advocaat en later als rechter. In 1899 trad hij in het huwelijk met Cäcilia Meindl, eigenares van een landgoed dat na het huwelijk in eigendom van Dinghofer kwam.
Van 1907 tot 1918 was Dinghofer burgemeester van Linz en van 1911 tot 1918 had hij zitting in de Rijksraad van Oostenrijk (parlement). Tijdens de Eerste Wereldoorlog viel Dinghofer in positieve zin op bij de regering omdat hij in Linz zorgde voor een uitstekende levensmiddelendistributie in zijn stad. Aan het einde van de oorlog werd hij lid van de Voorlopig Nationale Vergadering van Duits-Oostenrijk en werd op 21 oktober 1918 gekozen tot een van de drie voorzitters van dit wetgevende orgaan. Tijdens de nadagen van het Oostenrijk-Hongaarse keizerrijk onderhandelde hij met de keizer, Karl I, over de liquidatie van de monarchie. Op 12 november 1918 riep hij vanaf het balkon van het Parlementsgebouw in Wenen de republiek Duits-Oostenrijk uit.
Dinghofer, een uitgesproken voorstander van een aanhechting van Oostenrijk aan Duitsland (Anschluss) en tijdens de monarchie lid van de Duits-nationale fractie, was in 1919 oprichter van de Großdeutsche Vereinigung die in 1920 opging in de Großdeutsche Volkspartei (GDVP). Hij vertegenwoordigde de Groot-Duitse richting sinds 1919 in de landdag van Opper-Oostenrijk en lid van de voorlopige regering van die deelstaat. Op 16 februari 1919 werd hij in de Voorlopige Constitutionel Vergaring gekozen en op 12 mei van dat jaar tot derde voorzitter. Bij de parlementsverkiezingen van 1920 werd hij in de Nationale Raad, het nieuwe lagerhuis van de republiek, gekozen. Hij diende de Nationale Raad vervolgens als een van haar voorzitters (tot 1926).
Van 20 oktober 1926 tot 19 mei 1927 was hij vicekanselier, vervolgens bondsminister zonder portefeuille en van 1927 tot 1928 bondsminister van Justitie. Van 1928 tot de Anschluss in 1938 was hij gedurende tien jaar president van het hooggerechtshof.
Franz Dinghofer overleed in 1956 in Wenen.